# Lovö distrikt
Lovö distrikt är ett distrikt i Ekerö kommun och Stockholms län. 
Distriktet omfattar ön Lovön. 

## Tidigare administrativ tillhörighet
Distriktet inrättades 2016 och utgörs av socknen Lovö i Ekerö kommun.
Området motsvarar den omfattning Lovö församling hade vid årsskiftet 1999/2000.